# Diplophos australis
Diplophos australis is een straalvinnige vissensoort uit de familie van borstelmondvissen (Gonostomatidae). De wetenschappelijke naam van de soort is voor het eerst geldig gepubliceerd in 1990 door Ozawa, Oda & Ida.